# Evanescence
Evanescence je američki rock sastav, osnovan 1995. u Little Rocku. Osnovali su ga pjevačica Amy Lee i nekadašnji gitarist sastava Ben Moody. Nakon snimanja dvije privatne produljene pjesme i demonstracijskog CD-a nazvanog Origin uz pomoć Bigwig Enterprises, sastav je izdao svoj prvi album Fallen, s Wind-Up Records etiketom 2003. prodajući više od 14 milijuna primjeraka širom svijeta. Nakon naglih promjena u sastavu, Evanescence izdaje svoj drugi studio album, The Open Door, 2006.

## Povijest

### Rana povijest
Sastav Evanescence osnovali su pjevačica, pijanistica i skladateljica Amy Lee i nekadašnji glavni gitarist i skladatelj Ben Moody. Njih se dvoje upoznalo u mladenačkom kampu u Little Rocku, gdje je Moody čuo Lee kako svira pjesmu I'd Do Anything for Love (But I Won't Do That), grupe Meat Loaf, na klaviru. Njihove prve pjesme bile su Solitude i Give Unto Me, koje je Lee napisala, i Understanding i My Immortal, koje je napisao Moody. Pjesme su uređivane od strane oba izvođača, te oboje dijele jednake zasluge.
Dvije pjesme koje su napisali Lee i Moody pronašle su svoje mjesto na lokalnim radio postajama, podižući lokalnu svijest o grupi i zahtijevanje nastupa. Sastav se napokon pojavio uživo, i postao jedan od najpoznatijih događaja u području. Nakon eksperimentiranja oko imena sastava poput Childish Intentions i Stricken, odlučili su se za ime Evanescence, što znači nestanak ili iščeznuti (en. "evanesce" = nestati). Lee je izjavila kako joj se ime sviđa jer je tajanstveno i mračno, i ostavlja duboki utisak i slike u umu samog slušatelja.
Njihov prvi puni demo CD, Origin (izdan 2000.) relativno je nepoznat. Sastav je izdao dvije produžne pjesme (EPs): prvi, nazvan Evanescence EP (1998.), izdan u 100 kopija, i drugi, nazvan Sound Asleep EP, poznat i kao Whisper EP (1999.), ograničen na 50 kopija. Origin i produljene pjesme (EPs) sadržavale su demoverzije nekih pjesama s njihovog debutirajućeg albuma Fallen. Primjerice, snimanje pjesme My Immortal može se naći na CD-u Fallen, a može se pronaći i na CD-u Origin. Samo je 2500 kopija ovog CD-a proizvedeno; kao rezultat toga, Moody i Lee ohrabrili su fanove da skidaju starije pjesme sastava s Interneta.

### Fallen
Rane 2003. poredak sastava nadopunili su prijatelji Amy Lee i Bena Moodyja: John LeCompt, Rocky Gray i William Boyd, koji su, između ostalog, radili na ranijim pjesmama sastava Evanescence. U međuvremenu, sastav je potpisao njihovu prvu veliku etiketu s Wind-Up Recordsom, te je sastav počeo raditi na njihovom drugom albumu, Fallen. Dok su tražili kako unaprijediti Fallen, tvrtka videoigara Nintendo ponudila je sastavu izvedbu na Nintendo Fusion Touru. Sastav je prihvatio ponudu i postao vodeći sastav na Fusion Touru 2003.
Fallen se zadržao 43 tjedna na ljestvici najboljih 10; 6 je puta osvjedočen platinom; prodao se u više od 14 milijuna primjeraka širom svijeta, uključujući 6,6 milijuna primjeraka u SAD-u. Album se slušao 104 tjedna na ljestvici najboljih 200; bio je jedan od osam albuma u povijesti na ljestvici koji je proveo barem jednu godinu na ljestvici najboljih 50.
Najveći i najupečatljiviji hit sastava Evanescence, Bring Me to Life, koji uključuje gost vokala, Paula McCoya iz sastava 12 Stones, bio je globalni hit i postigao 5. mjesto na američkoj ljestvici najboljih 100. Pjesma je također postala službane tema za WWE No Way Out. Jednako popularna skladba My Immortal dospjela je na 7. mjesto u SAD-u i britanskim ljestvicama; obje pjesme dospjele su u pozadinu akcijskog filma Daredevil. Skladba Bring Me to Life zaradila je sastavu Evanescence priznanje na dodjeli Grammyja 2004., gdje je sastavu dana nagrada za Najbolju alternativnu rock izvedbu i Najbolje nove umjetnike. Dva druga hita s albuma Fallen jesu Going Under (5. mjesto u SAD-u, osmo mjesto u Velikoj Britaniji) i Everybody's Fool (36. mjesto u SAD-u, 23. mjesto u Velikoj Britaniji), te je kasnije snimljen spot za obje pjesme.

### Promjene u sastavu iAnywhere but Home
Vidi također: Anywhere but Home
22. listopada 2003., Moody napušta sastav tijekom europske turneje albuma Fallen radi, kako je izjavio, stvaralačkih razlika. U razgovoru nekoliko mjeseci kasnije, Amy Lee je izjavila:
Puno je ljudi bilo zbunjeno tom izjavom, jer se na omotu albuma Fallen njih dvoje smatra najboljim prijateljima. Otada, Lee je rekla da je gotovo i olakšanje što je Moody otišao zbog stvorene napetosti u sastavu. Moodyja je zamijenio Terry Balsamo iz sastava Cold.
2004. novi sastav Evanescence izdao je DVD/CD kompilaciju nazvanu Anywhere but Home. DVD uključuje koncert u Parizu, kao i scene iza kamere, uključujući i snimke sastava iza pozornice i njihovo zagrijavanje. CD sadrži prijašnju pjesmu koja nije puštena naziva Missing, koja je međunarodno puštena kao hit koji je dospio na 1. mjesto u Španjolskoj.
Na CD-u se isto tako nalaze i pjesme Breathe No More (albumska verzija pjesme u filmu Elektra), Farther Away i prerada Kornove pjesme Thoughtless.
14. srpnja 2006. potvrđeno je da je basist William Boyd napustio sastav zbog "ne htijenja još jedne velike turneje" i želje "da bude blizu svoje obitelji". Amy Lee prvotno je iznijela ovu vijest obožavateljima putem pošte i na neslužbenoj stranici Evanescence, Ev.Board.com. U intervjuu s MTV-om, poslanom na njihovu internet stranicu 10. kolovoza 2006., Lee je izjavila da će Tim McCord, nekadašnji gitarist sastava Revolution Smile, zamijeniti instrumente i svirati bas u sastavu Evanescence.

### The Open Door
Promovirajući izlazak drugog albuma, The Open Door, Amy Lee i John LeCompt posjetili su glavne gradove u Europi. Prikazivanje je zauzelo mjesto u Londonu, 6. rujna 2006.; Barceloni, 8. rujna 2006.; i Parizu, 11. rujna 2006. Na prikazivanjima, novi album odsviran je obožavateljima koji su bili pobjednici raznih natjecanja te su Lee i LeCompt nastupili s akustičnim izvedbama pjesama s albuma. 2. listopada 2006., dan prije izdavanja albuma u SAD-u, sastav Evanescence se pojavio u emisiji Late Night s Conanom O' Brienom i izveo pjesmu Call Me When You're Sober. Sastav je proveo neko vrijeme u New Yorku radi konferencije za novinare i slikanja za Metal Edge magazin.
13. pjesma s albuma puštena je u Kanadi i u SAD-u 3. listopada 2006., u Britaniji 2. listopada 2006.; u Australiji 30. rujna 2006. U svom prvom tjednu prodaje, album se prodao u 447 000 primjeraka u SAD-u i zaradio svoje mjesto 1. mjesto na Billboard 200 ljestvici, postavši 700. najbolji album.
Album je sporo napredovao zbog više razloga, uključujući i želju Amy Lee da se do maksimuma poveća kreativni proces bez navale proizvodnje, druge projekte ostalih članova, moždani udar gitarista Terryja Balsama i kontroverze oko otpuštanja njihovog prijašnjeg menadžera. Iako je Lee na Evboardu izjavila da će album biti gotov u ožujku 2006., izdanje se pokrenulo 3. listopada 2006., navodno zbog Wind-Up Recordsa, iz kojeg su htjeli napraviti nekoliko promjena na nadolazećem hitu Call Me When You're Sober. Spot istoimene pjesme sniman je u Los Angelesu i temelji se na bajci Crvenkapice. The Open Door postao je dostupan prije narudžbe na Tunes Music Storeu 15. kolovoza 2006., kao i njen spot.
Amy Lee je potvrdila da je napisala pjesmu za Disneyjev film Kronike iz Narnije: Lav, vještica i ormar, no bila je odbijena jer je skladba koju je ponudila imala mračan prizvuk. Lee je, svejedno, na to izjavila: "više boljih stvari za album".
Još je jedan pjesma napisana za isti film dospjela na album, pjesma nadahnuta Mozartovom izvedbom, imena Lacrymosa.
Turneja albuma počela je 5. listopada 2006. u Torontu uključujući lokacije u Kanadi, SAD-u i Europi tijekom 2006. Turneja se nastavila 5. siječnja 2007. uključujući zastajkivanja u Kanadi (uz sastav Stone Sour), Japanu i Australiji (uz sastav Shihad). 
4. ožujka, 2007. gitarist John LeCompt i bubnjar Rocky Gray napuštaju Evanescence, prema njihovim tvrdnjama LeCompt je bio otpušten bez prethodnog upozorenja, a Gray je sam odlučio otići. 17. svibnja iste godine bubnjar Will Hunt i gitarist Troy McLawhorn zamjenjuju LeCompta i Graya. No Amy Lee je objasnila kako će oni biti u sastavu samo privremeno te da oni istovremeno neće napustiti sastav Dark New Day u kojem još uvijek djeluju. Nakon 2 godine diskografske pauze, Evanescence su se vratili najavljujući novi album i održali su 2 koncerta. Prvi u New Yorku 04. studenog 2009. i drugi na Maquinaria festivalu u Brazilu 08. siječnja 2009 .gdje im se na mjestu gitarista pridružio James Black iz sastava Finger Eleven. Pjevačica Amy na svom Twitteru redovito obavještava obožavatelje o trenutačnim događanjima u sastavu.

## Kršćanske kontroverze
Prvotno promoviran u kršćanskim trgovinama, sastav se napokon izjasnio da ne žele da ih se smatra dijelom kršćanskog žanra. Predsjednik Wind-Up Recordsa Alan Meltzer objavio je preko novina izdanih u travnju 2003. da želi da se njihova glazba premjesti s izlaza kršćanskih maloprodajnih trgovina.
Tijekom 2003. Ben Moody je u intervjuu s Entertainment Weeklyjem izjavio:
To se činilo suprotstavljajuće s ranijim osjećajima Moodyja koji je rekao:
Ovo je moralo donijeti kritike sastavu bez obzira na kršćansku zajednicu, još više zbog toga što je sastav sam dozvolio da plan dijeljenja albuma Fallen kršćanskim trgovinama. Bivši vokalist i klavijaturist David Hodges s vremenom je napustio sastav zbog spornog pitanja zajedno s ostalim članovima, izjavljujući da ih je on više vukao na kršćanski smjer nego što su Lee i Moody to prihvaćali.
Kada je Billboard 2006. pitao Amy Lee je li Evanescence "kršćanski sastav" odgovorila je:

## Članovi sastava

### Sadašnji
- Amy Lee – vokal, glasovir, klavijatura (osnivateljica; srpanj 1994. – danas)
- Terry Balsamo – gitara (studeni 2003. – danas)
- Tim McCord – bas (kolovoz 2006. – danas)
- Troy McLawhorn – gitara (17. svibnja, 2007. - danas)
- Will Hunt – bubnjevi (17. svibnja, 2007. – danas)

### Nekadašnji
- John LeCompt – gitara, vokal (2002. – 4. ožujka, 2007.)
- Rocky Gray – bubnjevi (2002. – 4. ožujka, 2007.)
- William Boyd – bas, gitara, prateći vokal (lipanj 2003. – lipanj 2006.)
- Ben Moody – gitara, udaraljjke, bas, bubnjevi, klavijatura (osnivatelj; srpanj 1994. – listopad 2003.)
- David Hodges – klavijatura, glasovir, bubnjevi, vokal (1999. – prosinac 2002.)

## Diskografija
| Naziv             | Datum izlaska (U.S.) | Izdavač            |
| ----------------- | -------------------- | ------------------ |
| Evanescence EP    | 1998.                | Private release    |
| Sound Asleep EP   | 1999.                | Private release    |
| Origin            | 4. studenog 2000.    | Bigwig Enterprises |
| Mystary EP        | 13. siječnja 2003.   | Wind-up Records    |
| Fallen            | 14. siječnja 2003.   | Wind-up Records    |
| Anywhere but Home | 23. studenog 2004.   | Wind-up Records    |
| The Open Door     | 3. listopada 2006.   | Wind-up Records    |
| Evanescence       | 11. listopada 2011.  | Wind-up Records    |
| Synthesis         | 2017.                |                    |
| The Bitter Truth  | 2021.                |                    |

## Grammy Awards
| Godina | Nominirano djelo   | Nagrada                    | Rezultat   |
| ------ | ------------------ | -------------------------- | ---------- |
| 2003.  | Evanescence        | Najbolji novi izvođač      | Pobjeda    |
| 2003.  | "Bring Me To Life" | Najbolja Hard Rock izvedba | Pobjeda    |
| 2003.  | Fallen             | Album godine               | Nominacija |
| 2003.  | Fallen             | Najbolji rock album        | Nominacija |
| 2003.  | "Bring Me To Life" | Najbolja rock skladba      | Nominacija |
| 2005.  | "My Immortal"      | Najbolja pop izvedba       | Nominacija |
| 2008.  | "Sweet Sacrifice"  | Najbolja Hard Rock izvedba | Nominacija |

## Vanjske poveznice
- Evanescence.com – SAD Službene stranice
- Evanescenceuk.co.uk – VB Službene stranice